# Потерянные дети Судана

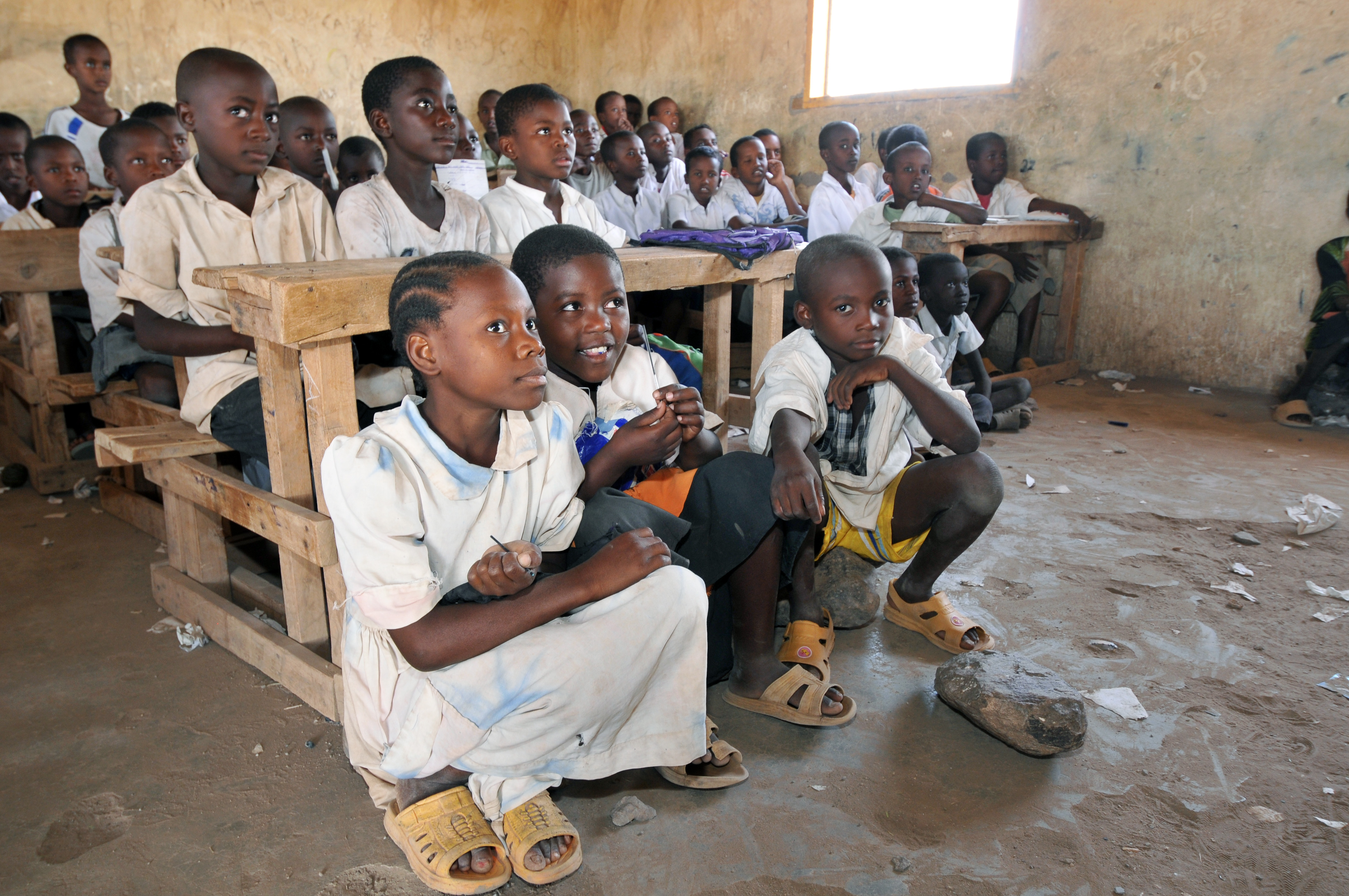
«Потерянные дети Судана» в лагере беженцев в Кении

«Потерянные дети Судана» (англ. Lost Boys of Sudan) — название, которое давали детям этнических групп нуэр и динка, которые осиротели во время Второй гражданской войны в Судане с 1983 по 2005 год. Некоторые из этих детей сейчас занимают правительственную должность. Название «Потерянные дети Судана» в обычном порядке использовалось в лагерях беженцев. Также «потерянными детьми Судана» часто называли детей, бежавших из Южного Судана после обретения независимости в 2011–2013 годах.

## История
Большинство мальчиков были сиротами, отстранёнными от своих семей в результате нападений. Примерно 20 000 мальчиков и девочек бежали в Эфиопию или Кению, там находились лагеря беженцев. Некоторым удавалось эмигрировать в другие страны.

## «Потерянные дети» в других странах
В Испании во время гражданской войны около 30 тысяч детей посадили в тюрьму вместе с матерями, которые позже были убиты, а детей переселили в лагеря. Первое похищение произошло в 1939 году. В роддомах отбирали новорожденных и продавали французам за 200 000 песет.